# 涅槃
涅槃（ねはん）、ニルヴァーナ（サンスクリット語: निर्वाण、nirvāṇa）、ニッバーナ（パーリ語: निब्बान、nibbāna）とは、一般にヒンドゥー教、ジャイナ教、仏教における概念であり、繰り返す再生の輪廻から解放された状態のこと。
インド発祥の宗教においては、涅槃は解脱（モークシャ मोक्ष mokṣa または ムクティ मुक्ति mukti）の別名である。すべてのインドの宗教は、涅槃は完全な静寂、自由、最高の幸福の状態であるだけでなく、誕生、生、死の繰り返しである輪廻からの解放と終了であると主張している。
仏教においては、煩悩を滅尽して悟りの智慧（菩提）を完成した境地のこと。涅槃は、生死を超えた悟りの世界であり、仏教の究極的な実践目的とされる。完全な涅槃を般涅槃（はつねはん）、釈迦の入滅を大般涅槃という。この世に人として現れた仏の肉体の死を指すこともある。仏教以外の教えにも涅槃を説くものがあるが、仏教の涅槃とは異なる。
大乗非仏説では、釈迦が説いた本来の仏教教義では浄土を想定せず、涅槃とは「死後に天界を含めて二度と生まれ変わらないこと」だったと説明される。佐々木閑は「釈迦はこの世を一切皆苦ととらえ、輪廻を断ち切って涅槃に入ることで、二度とこの世に生まれ変わらないことこそが究極の安楽だと考えた」「（釈迦の説く涅槃とは）悟りを開いた者だけが到達できる特別な死であり、二度とこの世に生まれ変わることのない完全なる消滅を意味する」「大乗仏教が言うような在家者として普通に暮らす中にも悟りへの修行がある、という考えは（釈迦本来の教えからは）成り立たない。在家者として普通に暮らすということは、善行を積んで（来世で）楽な生まれを目指すという生き方に従うということで（中略）俗世で善行を積み重ねても、悟りを開いて涅槃に入るという道にはつながらない」と論じている。

## 原語・漢訳・同義語
原語のサンスクリット: nirvāṇa（ニルヴァーナ、巴: nibbāna）とは「消えた」という意味である。「涅槃」はこれらの原語の音写である。音写はその他に泥曰（ないわつ）、泥洹（ないおん）、涅槃那、涅隸槃那などがある。
梵: nirvāṇaは、滅、寂滅、滅度、寂、寂静、不生不滅などと漢訳される。また、解脱、択滅（ちゃくめつ）、離繋（りけ）などと同義とされる。釈迦の入滅を、大いなる般涅槃、すなわち大般涅槃（だいはつねはん、巴: mahāparinirbāṇa）、あるいは大円寂という。

## ヒンドゥー教
ヴェーダや初期ウパニシャッドといったヒンドゥー教の最も古い聖典では、救済論的な用語「涅槃」について言及していない 。この用語はバガヴァッド ギーター（Bhagavad Gītā）やニルヴァーナ・ウパニシャッド（Nirvāṇa Upaniṣad）などのテキストに見られ、釈迦以降の時代に創作された可能性が高い 。
涅槃の概念は、仏教とヒンドゥー教の文学では異なって説明されている 。ヒンドゥー教はアートマン（自我・魂）の概念を持ち、すべての生物に存在すると主張しているが 、一方で仏教は無我の教義を通じて、いかなる存在にもアートマンは存在しないと主張している 。
ヒンドゥー教における古代の救済論的概念は解脱（mokṣa）であり、自己認識・永遠の存在であるアートマンと形而上学的ブラフマンのつながり（梵我一如）による、生と死のサイクルからの解放として説明されている。mokṣaとは、自由、手放す、手放す、解放するという意味の語根√muc (サンスクリット: मुच्)に由来する。mokṣaは「解放、自由、魂の離脱」を意味する 。

## ジャイナ教
ジャイナ教聖典においては、、解脱と涅槃は、しばしば同じ意味として使われている。

## 仏教

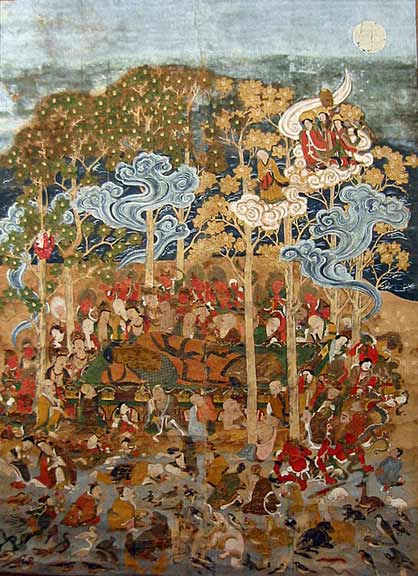
涅槃図（19世紀の仏教画）

涅槃の解釈は大乗仏教と部派仏教で異なり、大乗と部派の各々の内部にも、後述のように異なる説がある。

### 部派仏教
部派仏教では、涅槃とは煩悩を滅し尽くした状態であるとしている。部派仏教でいう涅槃には有余涅槃（有余依涅槃）と無余涅槃（無余依涅槃）の2つがある。有余涅槃は、煩悩は断たれたが肉体が残存する場合を指す。無余涅槃は、全てが滅無に帰した状態を指す。無余涅槃は灰身滅智（けしんめっち）の状態である。
説一切有部などでは、涅槃は存在のあり方であるとして実体的に考えられたが、経量部などでは、涅槃は煩悩の滅した状態を仮に名づけたものであって実体のあるものではないとされた。
また、説一切有部では涅槃は択滅（ちゃくめつ、梵: pratisaṃkhyānirodha、プラティサンキヤーニローダ）ともいい、五位七十五法の無為法の一つに数えられる。択滅は、正しい知恵による煩悩の止滅を意味し、苦集滅道の四諦のうち「滅」のことをさす。なお、「択」とは法に対して正しい弁別判断をなす洞察力のこと。
説一切有部では、１つ１つの煩悩が断たれて、有情の相続がその煩悩の拘束から離繫する（離れる）ごとに、「択滅」という無為の法（ダルマ）が１つ１つ、その有情の相続に結びつけられ、涅槃となると考える。こうしてすべての煩悩が断ち尽くされたのを般涅槃（はつねはん）、すなわち完全な涅槃という。

### 大乗仏教
大乗仏教では、常・楽・我・浄の四徳を具えない部派仏教の涅槃を有為涅槃とするのに対して、この四徳を具える涅槃を無為涅槃とし、無為涅槃を最上のものとする。大乗仏教では、涅槃を積極的なものと考える。
唯識宗では、本来自性清浄涅槃・有余依涅槃・無余依涅槃・無住処涅槃の四種涅槃を分ける。地論宗や摂論宗では、性浄涅槃・方便浄涅槃の二涅槃を分ける。天台宗では、性浄涅槃・円浄涅槃・方便浄涅槃の三涅槃を分ける。

### 釈迦牟尼仏の肉体の死としての涅槃
涅槃、般涅槃、大般涅槃の語は、この世に人として現れた仏（特に釈迦牟尼仏）の肉体の死を指すこともある。『総合仏教大辞典』は、これは無余依涅槃を意味しているようだとしている。

### 彼岸
彼岸（ひがん, pāra）とは、川の向こう側の意味。涅槃は、川の流れ（暴流）に打ち勝って向こう側に渡ることに喩えられた。

Te rāgadose abhibhuyya bhikkhavo Bhavātha jātimaraṇassa pāragāti.

比丘たちよ、それら貪と瞋に打ち勝って　生（jati）と死（maraṇassa）の彼岸に至る者となれ。

Tassa ce kāmayānassa1- chandajātassa janatuno,Te kāmā parihāyanti sallaviddhova ruppati.

それゆえに、人は常に正念（sati）をもって、諸々の欲（kama）を避けるべし。

それら（欲）を捨て去り、暴流（oghaṃ）を渡り、舟（の中の水）を汲み出して、彼岸に至る者となれ。 

### 仏典の記載
相応部ジャンブカーダカ相応では、遊行者に「涅槃とはどのようなものか？」と問われたサーリプッタは、三毒の滅尽であると答えている。更に涅槃に至る道を問われ、それは八正道であると答えている。

Yo kho āvuso rāgakkhayo dosakkhayo mohakkhayo idaṃ vuccati nibbānanti.
友よ、貪の滅尽、瞋の滅尽、癡の滅尽、これを涅槃というのです。

増支部婆羅門品では、あるバラモンに「涅槃の現証（sandiṭṭhikaṃ; 三証のひとつ）は、いつ具体的になるのか？」と問われた釈迦は、「三毒の滅尽がなされたならば、心苦（dukkhaṃ domanassaṃ）の受から解放されることを現証する」と答えている。

Yato ca kho ayaṃ brāhmaṇa anavasesaṃ rāgakkhayaṃ paṭisaṃvedeti, anavasesaṃ dosakkhayaṃ paṭisaṃvedeti, anavasesaṃ mohakkhayaṃ paṭisaṃvedeti. Evaṃ kho brāhmaṇa sandiṭṭhikaṃ nibbāṇaṃ hoti akālikaṃ ehipassikaṃ opanayikaṃ paccattaṃ veditabbaṃ viññūhīti. 
バラモンよ、彼が貪を限りなく滅尽し、瞋を限りなく滅尽し、癡を限りなく滅尽したのであれば、涅槃は、現証し、即座に結果をもたらし、全ての人の目に映り、内面に導かれ、賢者が個別に経験する。

自説経では、釈迦は涅槃の境地について、無色界禅定のさらに上位の状態であると説いている。

比丘たちよ、このような境地がある。そこでは地水火風（＝四元）がなく、空無辺処がなく、識無辺処がなく、無所有処がなく、非想非非想処がない。この世でもあの世でもない。月も太陽もない。

比丘たちよ、その境地に対しては、行くことも、戻ることも、住すことも、死ぬことも、再び生まれることもないと私は説く。

それ（涅槃）はまさしく、支えるものも、転起もない、所縁もない。まさにこれが、苦の終焉である。

#### ダンマパダ
Jighacchāparamā rogā saṅkhāraparamā dukhā

Etaṃ ñatvā yathābhūtaṃ nibbāṇaparamaṃ sukhaṃ

飢えることは、最悪の病である。サンカーラは、最悪の苦しみである。

このことをあるがまま知る者にとって、涅槃は最高の幸福である。
—パーリ仏典, ダンマパダ,203, Sri Lanka Tripitaka Project 
南伝のパーリ語教典を訳した中村元は、ダンマパダ、第十章暴力、百三十四節の訳注において、
としている。

## 大衆文化において
漫画『♀ガキとおじさん』の28話で大乗非仏説に基づいた仏教の教義が紹介された。前世がアーナンダで、輪廻から解脱するよりも輪廻転生の中にこそ得られるものがあると考える男によって仏教の教義が語られ、釈迦が目指したものについて「涅槃とは輪廻の輪を外れること、死後の転生を封じる消滅、最悪な言い方をすれば来世以降の全ての生を滅す究極の自殺」だと説明された。そして釈迦入滅後の世界において、戦争などがなくならないのは、（法身仏ではなく）釈迦は入涅槃で完全に無に帰したため、この世界に絶対者はいないからだと説明された（仏教の教義では天界の神々も衆生であり絶対神の存在も否定する為）。